# Киселиха (Московская область)
Киселиха — деревня в городском округе Домодедово Московской области.

## География
Находится в южной части Московской области на расстоянии приблизительно 4 км на север-северо-восток по прямой от железнодорожной станции Домодедово.

## История
По переписи 1646 года в ней значилось семь крестьянских дворов и семнадцать-восемнадцать мужчин. Упоминалась в 1663 году, когда она находились в вотчине окольничего князя Ивана Михайловича Коркодинова, а затем перешли к А. М. Львову.

## Население
Постоянное население составляло 71 человек в 2002 году (русские 79 %), 35 в 2010.